# SpVgg Falkenstein
Die Spielvereinigung Falkenstein oder kurz SpVgg Falkenstein war ein deutscher Fußballverein aus Falkenstein/Vogtl. Er bestand zwischen 1919 und 1945 und spielte eine Saison in der Gauliga Sachsen. Nach der Wiedervereinigung gründete die Fußballabteilung des TuS Falkenstein die Spielvereinigung Falkenstein neu.

## Geschichte
| Saison  | Runde            | Gegner                 | Gesamt      |
| ------- | ---------------- | ---------------------- | ----------- |
| 1923/24 | 1. Runde         | Plauener SuBC          | 1:3         |
| 1924/25 | 1. Runde         | Plauener SuBC          | 2:0         |
| 1924/25 | 2. Runde         | VfB Leipzig            | 0:16        |
| 1926/27 | Vorrunde         | 1. SV Jena             | 5:1         |
| 1926/27 | 1. Zwischenrunde | FC Wacker Gera         | 0:1 (n. V.) |
| 1927/28 | Vorrunde         | SV Preußen Biehla      | 11:1        |
| 1927/28 | Achtelfinale     | Plauener SuBC          | 2:5         |
| 1928/29 | Vorrunde         | Freilos                | Freilos     |
| 1928/29 | Achtelfinale     | FC Wacker Halle        | 1:2 (n. V.) |
| 1929/30 | Vorrunde         | Freilos                | Freilos     |
| 1929/30 | Achtelfinale     | Hallescher FC Borussia | 1:3         |
| 1932/33 | Vorrunde         | Freilos                | Freilos     |
| 1932/33 | Achtelfinale     | Chemnitzer PSV         | 0:7         |

Der Verein entstand im Jahr 1919 durch den Zusammenschluss der beiden Falkensteiner Vereine FC Falkenstein und BC Falkenstein. Der neue Verein wurde Spielvereinigung Falkenstein genannt. Der Club agierte in der Meisterschaft des Verbandes Mitteldeutscher Ballspiel-Vereine und dominierte neben dem 1. FC Reichenbach das Gau Göltzschtal, in dem zwischen 1923 und 1930 sechs Meisterschaften gewonnen wurden.
Durch die Meisterschaften qualifizierte sich der Verein jeweils für die Mitteldeutsche Fußballmeisterschaft. Bei den Meisterschaften kam die Mannschaft aus Falkenstein aber nie über die zweite Runde hinaus. Ab 1931 trat der Club im Gau Vogtland an. Nachdem sie bereits sechs Meistertitel im Gau Göltzschtal gewannen, konnten sie mit dem Meistertitel im Gau Vogtland den größten Erfolg der Vereinsgeschichte erreichen. In dieser Saison ließen sie die etablierten Mannschaften des VFC Plauen, SuBC Plauen sowie Konkordia Plauen hinter sich und konnten sich für die erste Saison in der Gauliga Sachsen qualifizieren.
In der Gauliga Sachsen war der Verein chancenlos und konnte in der Saison 1933/34 nur zwei Spiele gewinne und einmal Unentschieden spielen. Mit dieser mageren Punktausbeute steig der Verein gemeinsam mit den Chemnitzer BC 1899 und den 1. Vogtländischer FC Plauen aus der Gauliga ab. In der Ewigen Tabelle der Gauliga Sachsen belegen den 22. Platz und sind damit das drittschlechteste Team, welches je in der Gauliga Sachsen gespielt hat. Bis 1938 spielte der Verein noch in der zweitklassigen Fußball-Bezirksklasse Plauen-Zwickau, danach stieg er in die untersten Ligen ab.
Nach dem Zweiten Weltkrieg wurde der Verein, wie auch alle anderen Vereine in der sowjetischen Besatzungszone, aufgelöst.

## Erfolge
- Meister im Gau Göltzschtal: 1923/24, 1924/25, 1926/27, 1927/28, 1928/29, 1929/30
- Meister im Gau Vogtland: 1932/33

## Statistik
- Teilnahme an der Gauliga Sachsen: 1933/34

## Nachfolgeverein

### BSG Fortschritt Falkenstein

#### Geschichte
Nachdem die Spielvereinigung Falkenstein aufgelöst worden war, wurde in Falkenstein mit der SG Falkenstein ein inoffizieller Nachfolger gegründet. Die Sportgruppe nahm anfangs an der Landesliga Westsachsen (SBZ) teil. Im Jahr 1951 wurde die Sportgruppe in eine Betriebssportgemeinschaft umgegründet und trug seitdem den Namen BSG Fortschritt Falkenau.
Zur Saison 1965/66 konnte die Mannschaft aus Falkenstein erstmals in die Bezirksliga Karl-Marx-Stadt, die damals dritthöchste Liga im DDR-Fußball, aufsteigen. Der Verein wurde in die zweite Staffel eingeteilt und konnte während der Saison nur 18:38 Punkte sammeln und steig gemeinsam mit der BSG Lokomotive Zwickau und der BSG Einheit Auerbach in die Bezirksklasse ab.
Ein erneuter Aufstieg gelang der BSG Fortschritt Falkenstein in der Saison 1970/71. Zu dieser Zeit war die Bezirksliga Karl-Marx-Stadt eingleisig. Mit den zehnten Platz und 25:35 Punkten konnte der Verein zum ersten Mal die Klassenerhalt in der Bezirksliga erreichen. In der Saison 1972/73 konnte die Mannschaft aus Falkenstein mit den neunten Platz und 28:32 Punkten ihre Leistungen aus der Vorsaison bestätigen.
Zur Saison 1973/74 wechselte der Trägerbetrieb der Betriebssportgemeinschaft, wo durch die Mannschaft nun unter dem Namen BSG Motor Falkenstein antrat. Im Gegensatz zu den beiden vorhergehenden Spielzeiten musste die Falkensteiner Mannschaft wieder gegen den Abstieg kämpfen. Am Saisonende belegten sie mit 20:40 Punkten den drittletzten Platz und mussten gemeinsam mit der BSG Motor Brand Langenau und der BSG Motor Annaberg in die Bezirksklasse absteigen.
Der Trägerbetrieb wechselte nach dem Abschnitt nochmals, sodass die Mannschaft nach dem Aufstieg in der Saison 1983/84 wieder unter den Namen BSG Motor Falkenstein antrat. In wieder zweigleisigen Bezirksliga Karl-Marx-Stadt wurde die BSG in die erste Staffel einsortiert. Die Saison beendete die Mannschaft auf 11:33 Punkten auf den letzten Platz und musste direkt wieder in die Bezirksklasse absteigen. Bis zur Wiedervereinigung gelang der Mannschaft aus Falkenstein kein erneuter Aufstieg in die Bezirksliga.
Nach der Wende in der DDR und der deutschen Wiedervereinigung musste sich die BSG Fortschritt Falkenstein den neuen Gegebenheiten anpassen. Aus diesem Grund wurde BSG Fortschritt Falkenstein in den Turn- und Sportverein Falkenstein, kurz TuS Falkenstein umgegründet.

#### Erfolge
- Aufstieg in die Bezirksliga Karl-Marx-Stadt: 1964/65, 1970/71, 1982/83

#### Statistik
- Teilnahme an der Bezirksliga Karl-Marx-Stadt: 1965/66, 1971/72, 1972/73, 1973/74, 1983/84

### SpVgg Falkenstein
Ein Jahr nach der Gründung der TuS Falkenstein beschloss die Fußballabteilung den Sportverein zu verlassen und einen reinen Fußballverein zu gründen. Als Name für diesen Verein griffen sie auf den Namen der historischen SpVgg Falkenstein zurück. Seit der Gründung des Fußballvereins tritt die erste Mannschaft seitdem ausnahmslos im vogtländischen Lokalfußball an.